# Strychnos spinosa

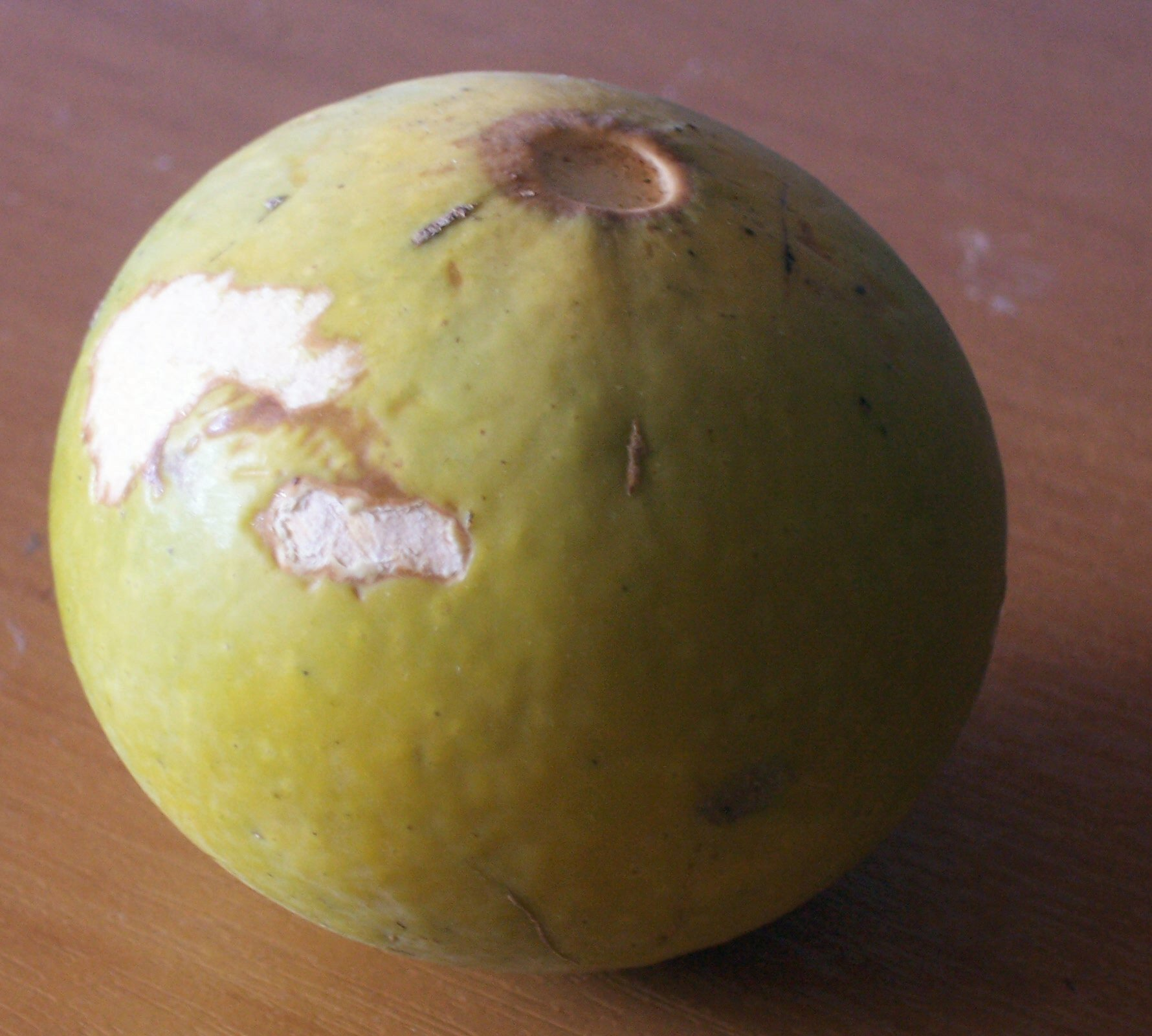
Fruit

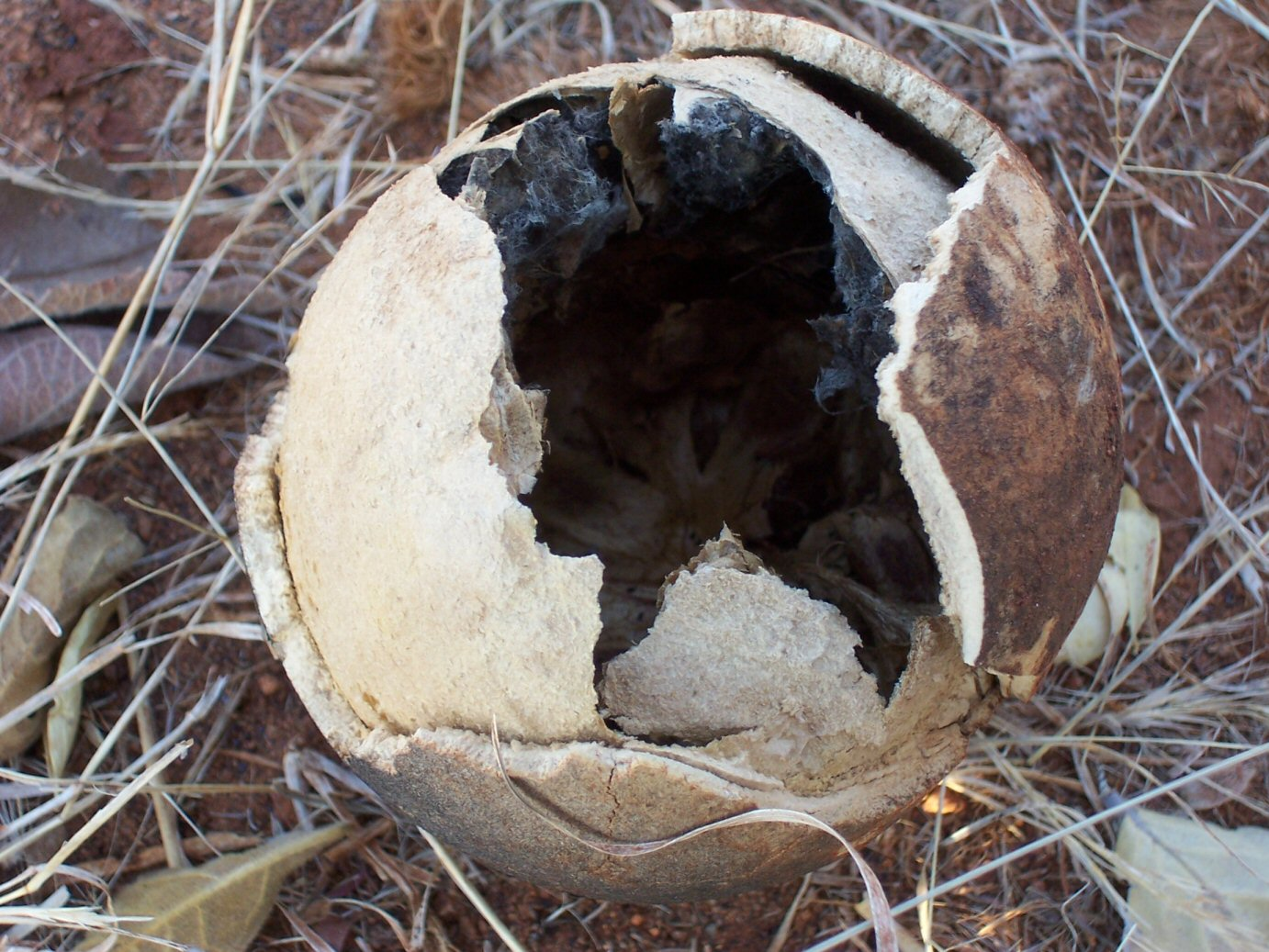
Fruit podrit

Strychnos spinosa és una espècie d'arbre indígena de l'Àfrica tropical i subtropical, de la família de les loganiàcies. Produeix fruits grocs agredolços que contenen nombroses llavors dures de colors marró. Les flors creixen en densos caps al final de les branques (setembre-febrer/primavera-estiu). El fruit tendeix a aparèixer després de bones pluges, essent llis, dur i verd, i quan madura es fa groc. Dins del fruit es troben llavors molt estretes envoltades d'una coberta carnosa i comestible.
Animals com els babuins, micos, Potamochoerus, niales i elands en mengen el fruit. Les fulles són una font de menjar molt buscada per animals depredadors de la vegetació com duiquers, Tragelaphus, impales, raficers comuns i elefants. Es creu que diversos insectes pol·linitzen les flors.

## Distribució i hàbitat
Aquest arbre pot ser trobat creixent solitari en sòls ben drenats. Es troba en vegetació de la sabana arbrada d'Àfrica austral, ribes riberenques, boscos sobre sorres i matollars costaners des de la Província Oriental del Cap, a KwaZulu-Natal, Sud-àfrica, Moçambic i terra endins fins Eswatini, Zimbàbue, el nord de Botswana i el nord de Namíbia, i al nord s'estén fins a Àfrica tropical. És capaç de créixer en terres semiàrides i àrides.

## Usos
És una planta alimentària tradicional a l'Àfrica. Aquest fruit poc conegut té el potencial per millorar la nutrició, estimular la seguretat alimentària, fomentar el desenvolupament rural i ajudar al maneig sostenible del terra.
Cal destacar que la fusta s'usa en fusteria, i que aquesta espècie ha estat recentment introduïda a Israel com un nou cultiu amb potencial comercial.
El fruit pot ser usat com una font suplementària d'aliment per la població rural durant èpoques d'escassetat.

## Sinonímia
- Brehmia spinosa Harv.
- Strychnos buettneri Gilg
- Strychnos cardiophylla Gilg & Busse
- Strychnos carvalhoi Gilg
- Strychnos cuneifolia Gilg & Busse
- Strychnos djalonis A. Chev.
- Strychnos emarginata Baker
- Strychnos euryphylla Gilg & Busse
- Strychnos flacurtii Desvaux ex Dubuisson & Thouars
- Strychnos gilletii De Wild.
- Strychnos gracillima Gilg
- Strychnos gracillima var. paucispinosa De Wild.
- Strychnos harmsii Gilg & Busse
- Strychnos laxa Soler.
- Strychnos leiosepala Gilg & Busse
- Strychnos lokua A. Rich.
- Strychnos megalocarpa Gilg & Busse
- Strychnos miniungansamba Gilg
- Strychnos mueghe Chiov.
- Strychnos omphalocarpa Gilg & Busse
- Strychnos radiosperma Gilg & Busse
- Strychnos rhombifolia Gilg & Busse
- Strychnos sansibariensis Gilg
- Strychnos schweinfurthii Gilg
- Strychnos spinosa subsp. lokua Bruce
- Strychnos spinosa var. pubescens Baker
- Strychnos spinosa subsp. spinosa
- Strychnos tonga Gilg
- Strychnos unguacha var. retusa Chiov.
- Strychnos volkensii Gilg[2]